# Everett Douglas
Everett Douglas (* 11. Oktober 1902; † 7. Dezember 1967 in Los Angeles, Kalifornien) war ein US-amerikanischer Filmeditor.

## Leben
Douglas begann seine Tätigkeit im Filmgeschäft als Schnittassistent 1934. Ab dem darauffolgenden Jahr war er als eigenständiger Editor aktiv. Insgesamt wirkte er bei rund 40 Produktionen am Filmschnitt mit.
Von 1959 bis 1967 war er ausschließlich als Editor an der Fernsehserie Bonanza beteiligt. 1966 wurde er hierfür zusammen mit seinen Kollegen Marvin Coil und Ellsworth Hoagland mit einem Emmy geehrt. 
1954 erhielt er für seine Mitarbeit an dem Film Kampf der Welten eine Nominierung für den Oscar in der Kategorie Bester Schnitt.

## Filmografie (Auswahl)
- 1935: Das Tal des Todes (Wanderer of the Wasteland)
- 1940: The Biscuit Eater
- 1946: Der Mann aus Virginia (The Virginian)
- 1947: Mit Gesang geht alles besser (Welcome Stranger)
- 1947: Champagne for Two
- 1953: Donner in Fern-Ost (Thunder in the East)
- 1953: Kampf der Welten (The War of the Worlds)
- 1954: Wenn die Marabunta droht (The Naked Jungle)
- 1955: Die Eroberung des Weltalls (Conquest of Space)
- 1955: Alle Spuren verwischt (The Scarlet Hour)
- 1957: Sturm über Persien (Omar Khayyam)
- 1957: Schicksalsmelodie (The Joker Is Wild)
- 1959: Die Falle von Tula (The Trap)
- 1959: Der Herrscher von Kansas (The Jayhawkers!)
- 1959–1967: Bonanza (Fernsehserie)